# ألفرد ويليام بوكستون
ألفرد ويليام بوكستون (بالإنجليزية: Alfred William Buxton)‏ هو  نيوزيلندي، ولد في 17 سبتمبر 1872، وتوفي في 22 أغسطس 1950.